# Clemente Rolón
Clemente Rolón (Asunción, 23 novembre 1951) è un ex calciatore paraguaiano, di ruolo attaccante.

## Carriera

### Club
Ha giocato nella massima serie dei campionati paraguaiano e spagnolo.

### Nazionale
Dal 1975 ha giocato 4 partite con la nazionale paraguaiana, prendendo parte alla Copa América 1975.

## Palmarès

### Club

#### Competizioni nazionali
- Campionato paraguaiano: 1

Cerro Porteño: 1974